# Нижний Воргол
Ни́жний Ворго́л — село в Елецком районе Липецкой области. Входит в состав Нижневоргольского сельского поселения. Расположен в нижней части течения реки Воргол, отсюда — название.
На территории села археологами найдены остатки поселения, находившиеся здесь более трёх тысяч лет назад (эпохи бронзового века). У села, на городище роменско-борщевской культуры, находится Нижне-Воргольское святилище, исследованное А. Н. Москаленко в 1966 году. Кроме того, здесь обнаружили несколько славянских поселений XIII века, которые прекратили своё существование в период монголо-татарского нашествия.
Вторично это место стало заселяться в конце XVI века. Из документов 1620 года видно, что тогда здесь было село Ни́жний Ворго́л (Ворго́льское). В 1676 году оно насчитывало уже 94 двора.
В селе сохранилась церковь, расположенная на левом берегу Воргла. Два берега реки связывает мост. К Нижнему Ворглу примыкает деревня Дмитриевка.
До 2000 года было село было административным центром Нижневоргольского сельского поселения, но передало этот статус посёлку Ключ Жизни.

## Фотографии

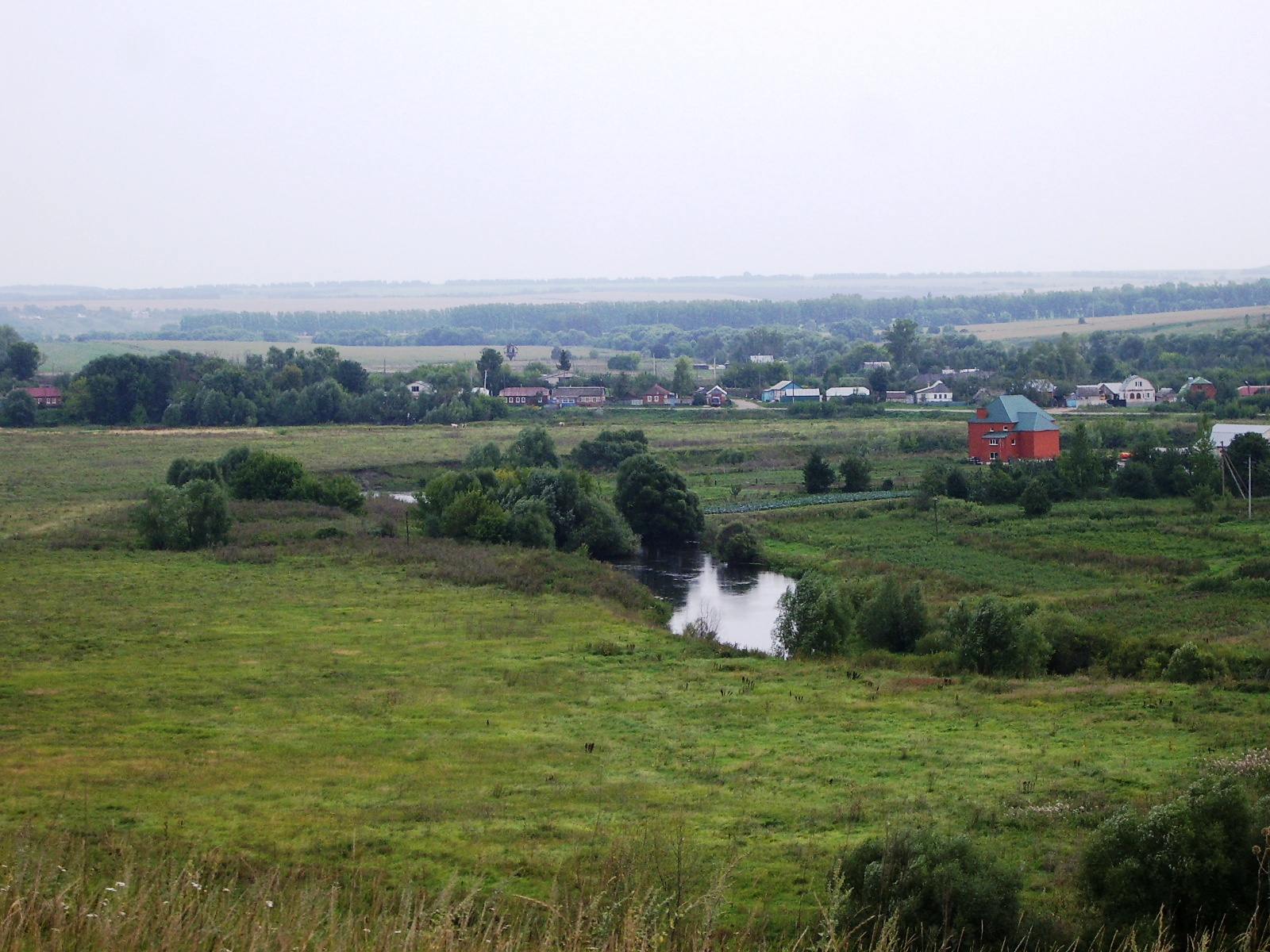
Село Нижний Воргол и его окрестности

## Население
| 2008 | 2010 |
| ---- | ---- |
| 703  | ↘680 |